# وارطان کوشنیر
وارطان کوشنیر (ارمنی: Վարդան Քուշնիր؛ انگلیسی: Vardan Kushnir؛ ۲۲ نوامبر ۱۹۶۹ – ۲۴ ژوئیهٔ ۲۰۰۵) کارآفرین و اسپمر پست الکترونیکی یهودی-ارمنی‌تبار اهل روسیه بود.

## زندگی‌نامه
وی در ۲۲ نوامبر ۱۹۶۹ در به دنیا آمد  وی در یکشنبه ۲۴ ژوئیهٔ ۲۰۰۵ در سن ۳۵ سالگی در آپارتمان سه اتاقی خویش در مسکو کشته شد.